# Hail Mary

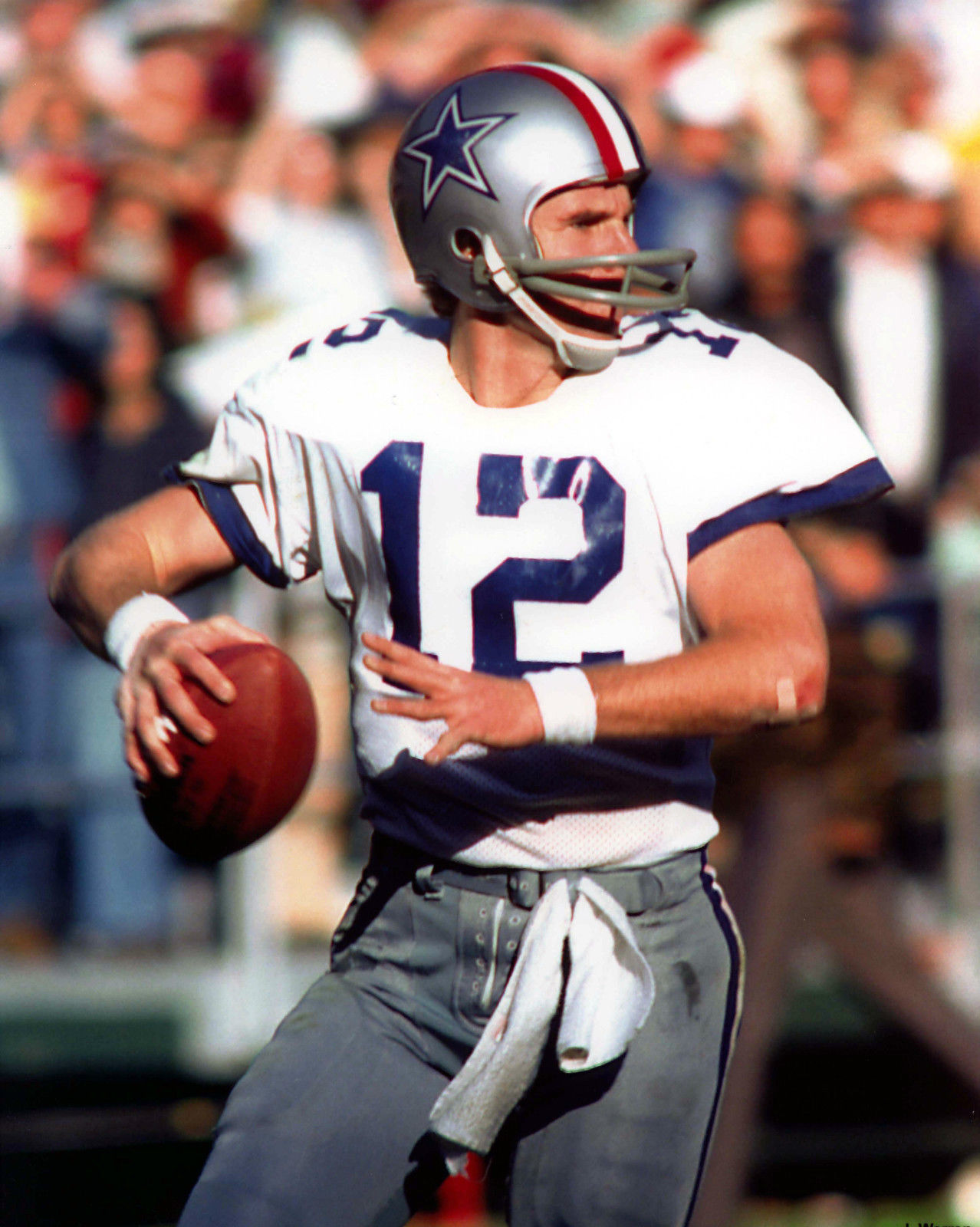
Roger Staubach, autor vítězné přihrávky spoluhráči Drew Pearsonovi v zápase týmů NFL Dallas Cowboys a Minnesota Vikings 28. prosince 1975

Hail Mary (česky Zdrávas Maria) je označení pro velmi dlouhou, v zoufalství učiněnou přihrávku s malou nadějí na úspěch používanou v americkém fotbale. Tato akce se obvykle používá ve chvíli, kdy tým  na konci zápasu prohrává jen o pár bodů a mohl by tímto dlouhým pasem srovnat nebo zvrátit zápas.
Tento termím začal být široce používán po playoff týmů NFL Dallas Cowboys a Minnesota Vikings 28. prosince 1975. Zadák (quarterback) Kovbojů Roger Staubach tehdy o své přihrávce křídelnímu útočníkovi (wide receiver) Drew Pearsonovi, která rozhodla utkání, po zápasu prohlásil: „Zavřel jsem oči a pomodlil se Zdrávas Maria.“